# Oxalaia
Oxalaia — рід ящеротазових динозаврів з родини спінозаврових, що мешкали на території сучасного північно-східного регіону Бразилії під час сеноманського віку пізньої Крейди, приблизно 100,5—93,9 млн років тому. Його єдині відомі скам'янілості були знайдені в 1999 році на острові Кажуал у породах формації Алкантара, яка відома великою кількістю фрагментарних, ізольованих скам'янілостей. Рештки оксалаї були описані у 2011 році бразильським палеонтологом Александром Кельнером та його колегами, які віднесли зразки до нового роду, що містить один вид — Oxalaia quilombensis.
Назва виду пов'язана з бразильськими поселеннями кіломбу. Oxalaia quilombensis — восьмий офіційно названий вид тероподів з Бразилії й найбільший виявлений там хижий динозавр. Він тісно пов'язаний з африканським родом Spinosaurus і/або може бути молодшим синонімом цього таксону.
Середовище проживання оксалаї було тропічним, густо вкритим лісом і оточеним посушливим ландшафтом. Це середовище мало велику різноманітність життєвих форм, які також були присутні в середньокрейдяній Північній Африці, завдяки зв'язку Південної Америки та Африки як частин суперконтиненту Гондвани. Як у спінозаврових, риси черепа і зубного ряду оксалаї вказують на частково рибоїдний спосіб життя, схожий на спосіб життя сучасних крокодилів. Викопні дані свідчать про те, що спінозаврові також полювали на інших тварин, таких як дрібні динозаври та птерозаври.

## Історія дослідження

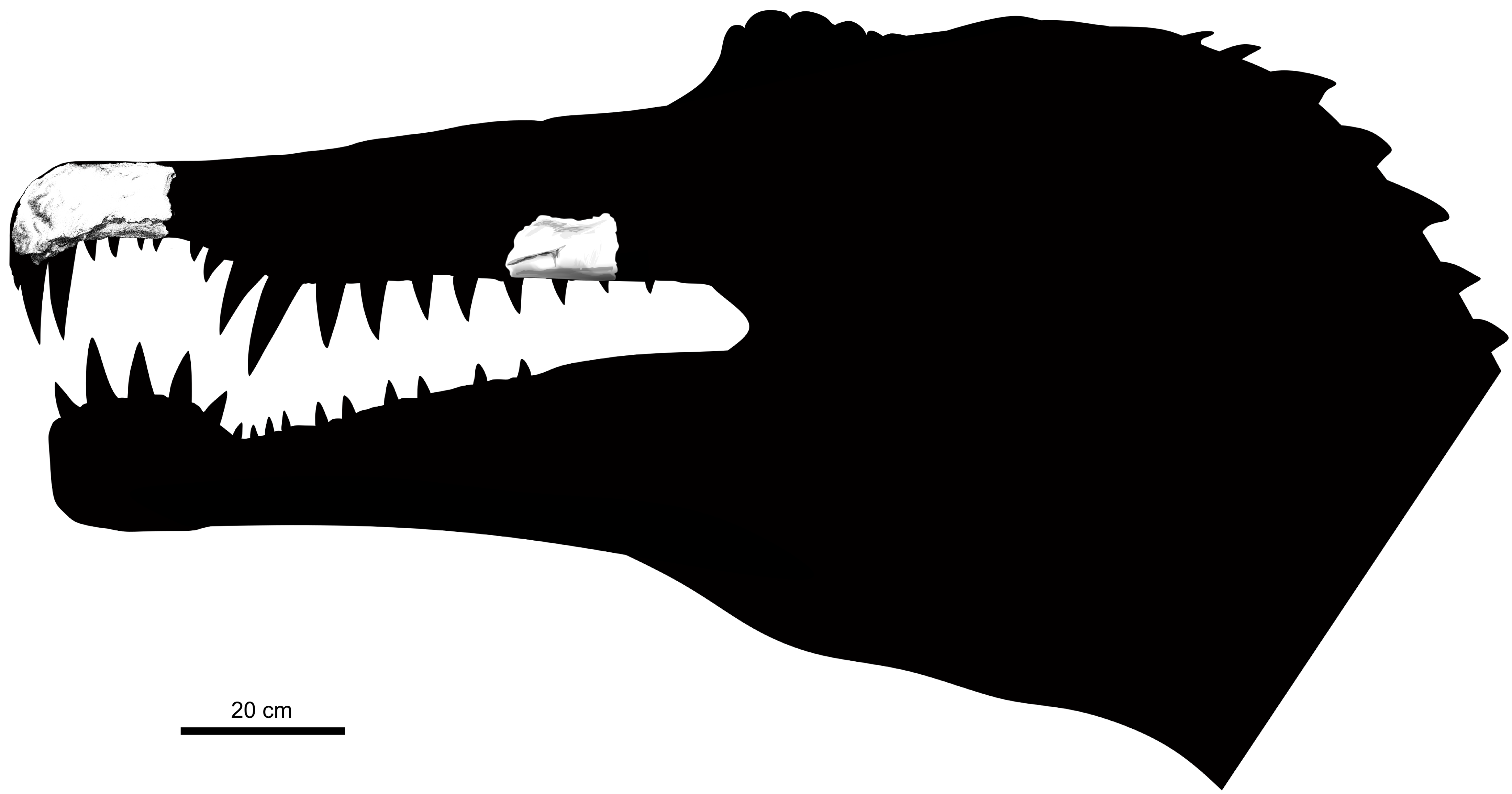
Діаграма, що ілюструє відомий матеріал щелепи на своєму місці

Скам'янілості динозавра виявлено у 1999 році у відкладеннях формації Алкантара на острові Кажуал у затоці Сан-Маркус у штаті Мараньян на півночі Бразилії. Голотип складається з неповної парної передщелепної кістки довжиною приблизно 20,1 см із сімома зубними ямками. До роду також віднесено фрагмент лівої верхньої щелепи. На основі решток у 2011 році Александер Кельнер з колегами описали новий рід спінозаврів. Рештки зберігалися в Національному музеї Бразилії у Ріо-де-Жанейро. У 2018 році пожежа охопила палац, у якому розміщено музей, можливо, знищивши зразки Oxalaia разом із різними іншими скам'янілостями, знайденими в Бразилії.

## Назва
Рід Oxalaia названий на честь бога-творця йоруба Обатали (Obàtálá або Oxalá). Видова назва quilombensis, походить від португальського quilombo — «місце, де живуть кіломбола». Кіломбола є нащадками колишніх бразильських рабів, які походять з острова Кажуал, де були знайдені скам'янілості.

## Опис
Загальна довжина Oxalaia становить близько 12—14 метрів, а його вага оцінюється в п'ять-сім тонн. Це робить його найбільшим тероподом, знайденим у Бразилії, і одним із найбільших відомих наземних хижаків в історії Землі. Його перевершили лише його родич спінозавр і деякі представники Carcharodontosauridae. На основі скелетного матеріалу споріднених спінозаврів, череп оксалаї мав би бути приблизно 1,35 метра завдовжки. Це менше, ніж череп спінозавра, довжину якого італійський палеонтолог Крістіано Даль Сассо та його колеги у 2005 році приблизно оцінили в 1,75 м у довжину.

## Філогенія
Родинні зв'язки роду з іншими спінозаврами:

|  | Angaturama                                              |
|  |                                                         |
|  | \| \| Oxalaia \| \| \| \| \| \| Spinosaurus \| \| \| \| |
|  |                                                         |
|  | Oxalaia                                                 |
|  |                                                         |
|  | Spinosaurus                                             |
|  |                                                         |

|  | Oxalaia     |
|  |             |
|  | Spinosaurus |
|  |             |

|  | Angaturama                                              |
|  |                                                         |
|  | \| \| Oxalaia \| \| \| \| \| \| Spinosaurus \| \| \| \| |
|  |                                                         |
|  | Oxalaia                                                 |
|  |                                                         |
|  | Spinosaurus                                             |
|  |                                                         |

|  | Oxalaia     |
|  |             |
|  | Spinosaurus |
|  |             |